# Parazaona klapperichi
Parazaona klapperichi är en spindeldjursart som beskrevs av Beier 1976. Parazaona klapperichi ingår i släktet Parazaona och familjen blindklokrypare. Inga underarter finns listade i Catalogue of Life.